# Lefkochóri (Héraklion)
Lefkochóri, en grec moderne : Λευκοχώρι est un village du dème de Minóa Pediáda, en Crète, en Grèce. Selon le recensement de 2011, la population de Lefkochóri compte 205 habitants. Il est situé à une altitude de 520 m et à 37 km de Héraklion.